# Hadrotarsus babirussa
Hadrotarsus babirussa là một loài nhện trong họ Theridiidae.
Loài này thuộc chi Hadrotarsus. Hadrotarsus babirussa được Tord Tamerlan Teodor Thorell miêu tả năm 1881.